# Aldo Arencibia
Gregorio Aldo Arencibia Guerra (nascido em 12 de março de 1947) é um ex-ciclista olímpico cubano. Representou sua nação nos Jogos Olímpicos de Verão de 1972, 1976 e 1980.